# Sulek
Sulek is een bestuurslaag in het regentschap Bondowoso van de provincie Oost-Java, Indonesië. Sulek telt 3881 inwoners (volkstelling 2010).